# Mollisia fuscostriata
Mollisia fuscostriata är en svampart som beskrevs av Graddon 1974. Mollisia fuscostriata ingår i släktet Mollisia och familjen Dermateaceae.   Inga underarter finns listade i Catalogue of Life.